# Gut Eglsee

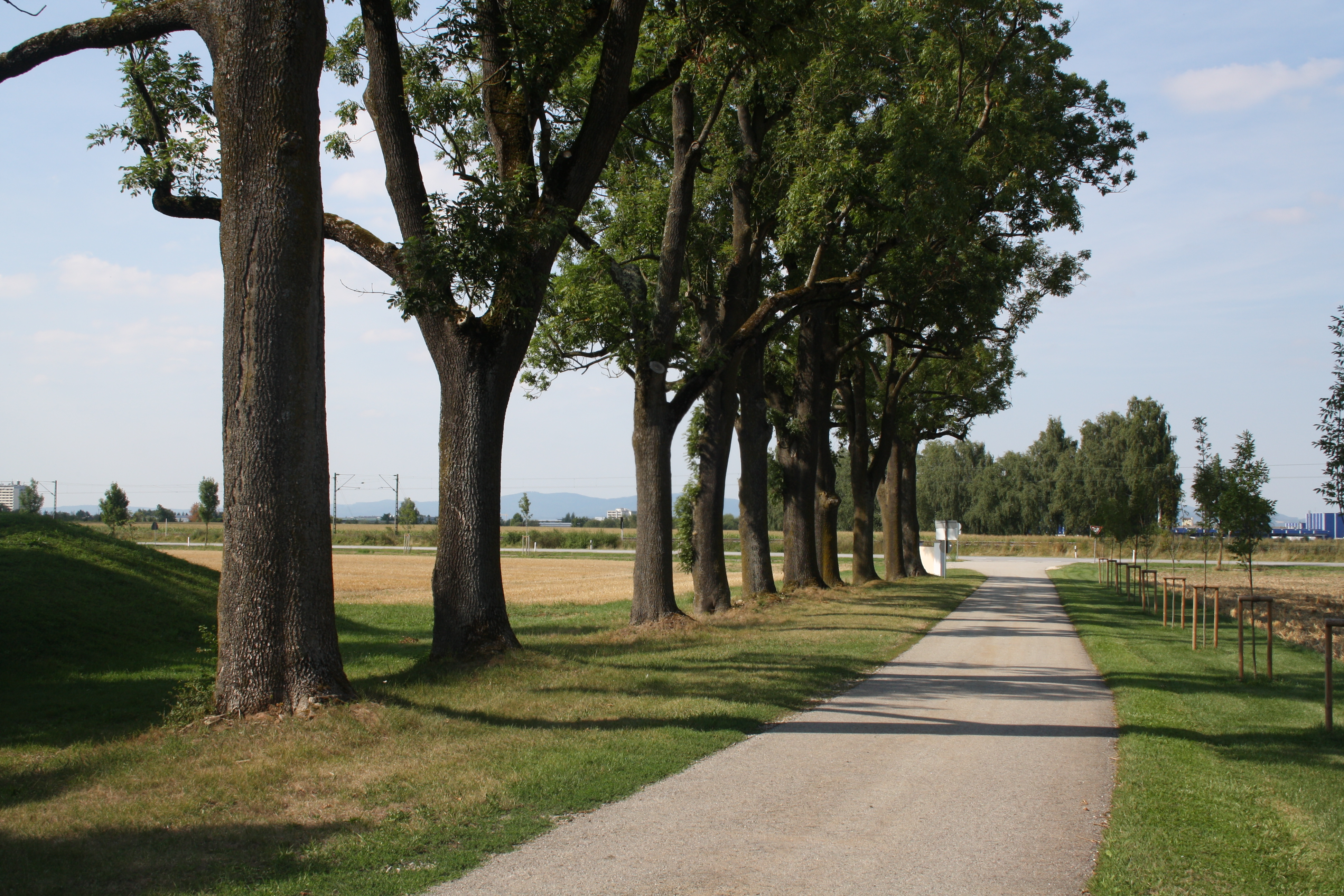
Allee ins Königreich

Gut Eglsee ist ein landwirtschaftlicher Großbetrieb in Bayern. Er liegt etwa zwei Kilometer südöstlich vom Straubinger Stadtkern entfernt im Gemeindeteil Gut Eglsee.
Eglsee hat vierzehn Einwohner und liegt geographisch in der Mitte des Gäubodens. Charakteristisch sind die drei weithin sichtbaren Eschenalleen nach Straubing, ins Königreich und zur Ödmühle. Vor dem Herrenhaus befindet sich der Eglsee, der auch als Löschwasserteich dient.

## Geschichte

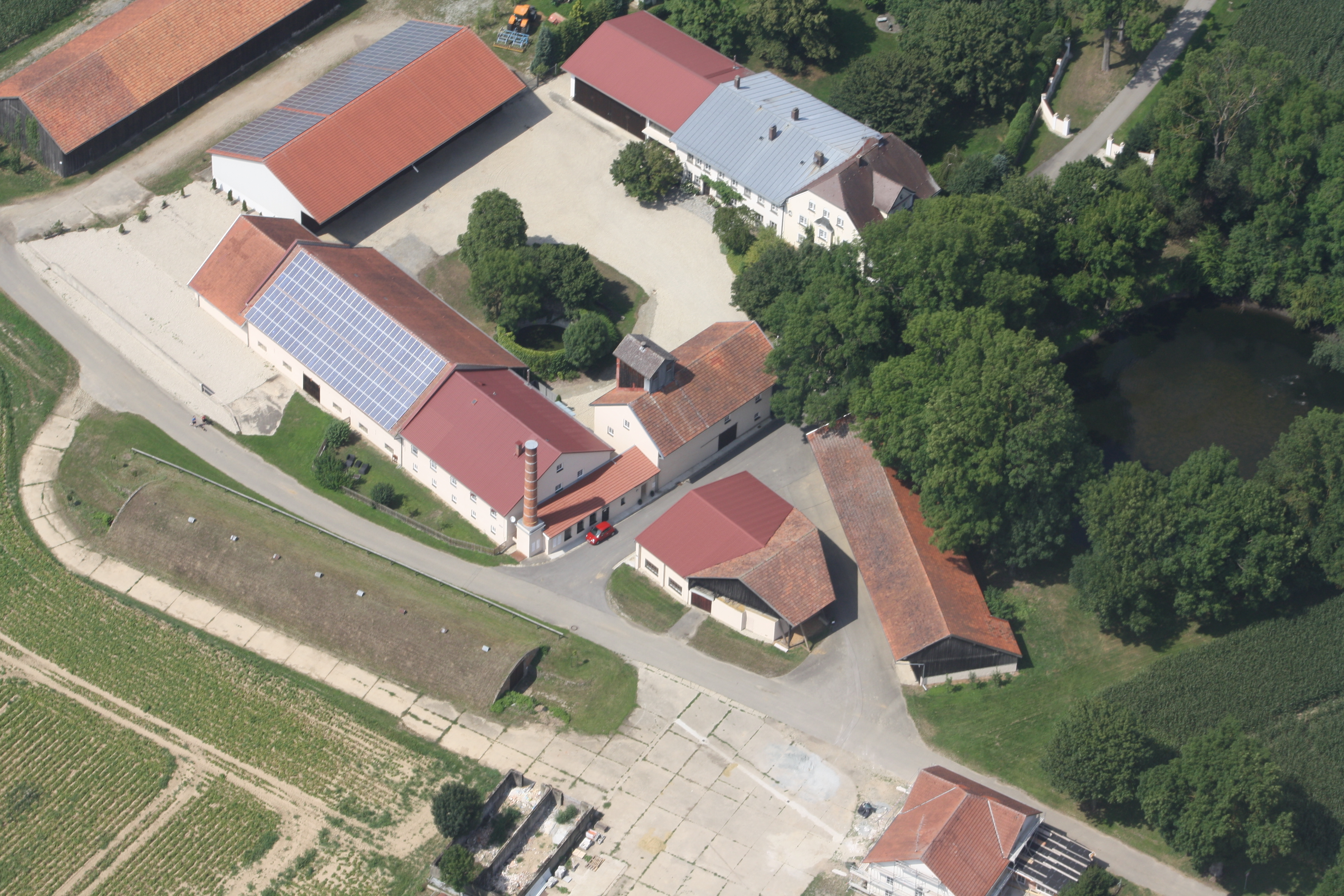
Luftbild

Eglsee wurde erstmals 1444 in den Büchern auf der Burg Trausnitz erwähnt (Staatsarchiv Landshut). In unmittelbarer Nähe von Eglsee lassen sich seit der Jungsteinzeit 5600. v. Chr. menschliche Ansiedlungen nachweisen. Ab etwa 500 v. Chr. siedelten hier die Kelten in einem Oppidum. Von ihnen stammt auch der erste erhaltene Siedlungs-Name von Straubing: Sorviodurum.

### Gut Eglsee
1891 erwarb Carl Phillip Paul Beckmann (1852–1923) den Betrieb in Eglsee. Durch Grundstückszukauf, Einrichtung einer Landwirtschaftlichen Brennerei und vor allem eine komplett verbesserte Grundbearbeitung konnte Eglsee zu einer „Beispielwirtschaft“ (Straubinger Tagblatt) ausgebaut werden. Für die Söhne Otto Beckmann und Max Beckmann wurden ein landwirtschaftlicher Großbetrieb in Hofstetten und eine Baumwollplantage in der Nähe von Kilosa in der damaligen Kolonie Deutsch-Ostafrika (heute Tansania) erworben.  Die zweite Generation Carl Eugen Beckmann (1882–1965) übernahm den Stammsitz Eglsee und baute ihn weiter aus. Hinzu kamen das Vorwerk in Gschwendt und ein Tierzuchtbetrieb in Hausleiten bei Neumarkt-Sankt Veit als auch eine Forstwirtschaft in Leiblfing. Weiterhin wurden die Mühlenwerke Gleiwitz und die Vogelmühle in Reuchelheim (Unterfranken) gekauft. Die dritte und vierte Generation, jeweils Dipl. Landwirte, Carl Heinrich Beckmann (1909–1991) und Carl Friedrich Max Beckmann (geb. 1947) bauten den Stammsitz weiter aus. Der heutige Besitzer ist Carl Christian Beckmann.

### Architektur
Auf Eglsee gibt es unterschiedlichste Gebäudekomplexe. Der Kernbereich ist typisch Niederbayerisch als Vierseithof angeordnet.  Die ältesten Bauten sind aus dem 13. bis 15. Jahrhundert. Dazu gehören der Große Kuhstall oder das alte Bauernhaus mit Verwaltung. Umfangreiche Um- oder Ausbauten sowie Erweiterungen wurden durch Carl Phillip Paul Beckmann zwischen 1891 und 1920 realisiert. So entstand auch die Hofbrennerei, die im Gründerzeitstil errichtet wurde und heute als Industriedenkmal gilt. 2014 wurden im Brennereigebäude zwei Mietwohnungen eingerichtet.
1921 wurde von Carl Eugen Beckmann und seiner Frau Elisabeth die sog. Villa, oder auch Herrenhaus genannt, errichtet. Ein Lagerhaus mit vollautomatischen Silotürmen und ein Kartoffelkeller, der durch unterschiedliche Förderbänder befüllt wird und mittels Schwemmkanälen die Kartoffeln in die Brennerei transportiert, waren die Projekte von Carl Heinrich Beckmann.
Auf dem Hof gibt es ein parkähnliches Landschaftskonzept aus dem Jahr 1893, was noch heute gültig ist. Diese Form dieser Architektur gibt dem Betrieb dieses besonders einprägsame Kultur- und Landschaftsbild. Neben den Auffahrtsalleen, die jeweils mit Eschen gesäumt sind, gibt es ein Grüngürtel aus Lärchen, Eichen und Linden. Die Jahrtausendlinde ist einem Sturm am 13. Januar 1986 zum Opfer gefallen. Weiterhin gibt es am Eglsee ein Steingarten und im Garten des Herrenhauses einen Rosenzwinger.

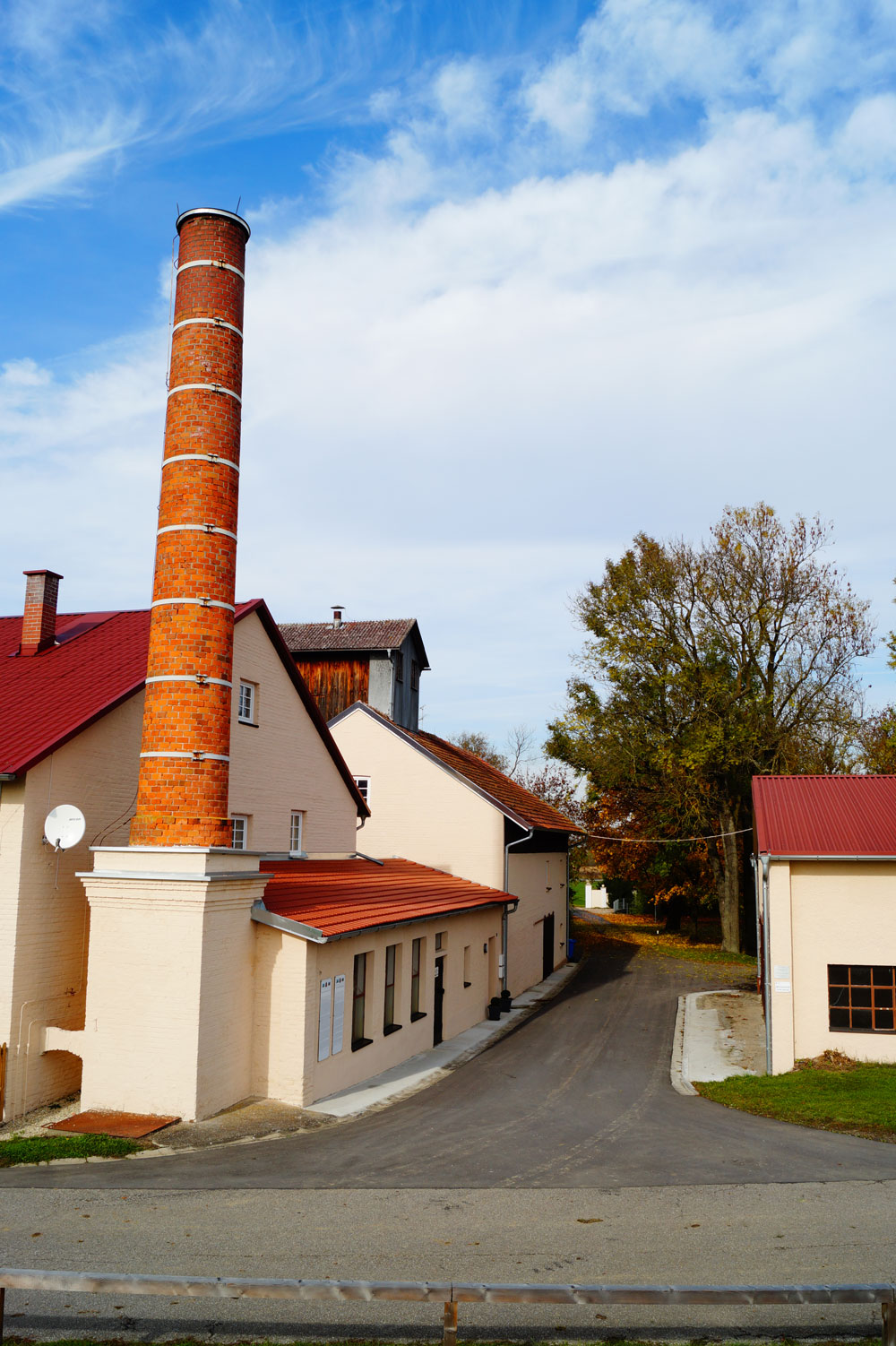
Brennerei

### Industriekultur
Die Industrialisierung prägte den großzügigen und funktionalen Baustil der Gebäude in Eglsee. Als markantes Beispiel gilt die im Jahr 1893 errichtete Brennerei. Der Schornstein ist noch heute weithin sichtbar.  Ähnliche Anlagen wurden in den Folgejahren auf Gut Puchhof, Gut Makofen und in Münchshöfen installiert. In der Brennerei in Eglsee wurde Industriealkohol mit mindestens 96 % Ethanol aus Stärkekartoffeln erzeugt. Nach Wegfall des Branntweinmonopols wurde der Brennereibetrieb eingestellt. Die agrarhistorischen Kenntnisse sollen bewahrt und zukünftigen Generationen zur Verfügung gestellt werden.

### Agrarinnovationen & Ehrenamt
Die industrielle Revolution erreichte ab 1850 auch das Königreich Bayern.  Diese maßgeblichen Veränderungen zeigten sich auch in der Landwirtschaft. So wurde der Dampfpflug zum ersten Mal auf Eglsee in Bayern eingesetzt.  Viele Innovationen wurden zunächst in Eglsee getestet und weiterentwickelt. Bei erfolgreicher Erprobung übernahmen viele Berufskollegen die neue Technik. Insbesondere war dies bei dem ersten Einsatz eines vollautomatischen Mähdreschers, als auch bei dem Einsatz von einem Traktor, der schon zum Ende der Weimarer Republik die Handarbeit ersetzte.
Um das Erlernte nicht nur für sich zu behalten, setzten sich alle Generationen auf Eglsee für die Allgemeinheit ein. Das Engagement umfasste vor allem Positionen beim Bauernverband, Grundbesitzerverband, Verband der süddeutschen Zuckerrübenanbauer oder z. B. in der Landessynode der Evangelisch-Lutherischen Kirche in Bayern.  Carl Eugen Beckmann hat u. a. das Milchwerk Straubing (heute Goldsteig Käsereien Bayerwald) als auch den Club der Landwirte gegründet. Sein Vorbild hierfür war der Club der Großgrundbesitzer Hessen.